# ريان جيبسون (لاعب كريكت)
ريان جيبسون (30 ديسمبر 1993 في أستراليا - ) (بالإنجليزية: Ryan Gibson)‏ هو لاعب كريكت أسترالي. لعب مع فريق أستراليا 11 ‏ وفريق جنوب ويلز الجديد للكريكت ‏ وSydney Thunder ‏.

## وصلات خارجية
- ريان جيبسون (لاعب كريكت) على موقع إي آس بي آن كريك إنفو (الإنجليزية)